# أنخيل غارسيا (لاعب كرة سلة أمريكي)
أنخيل غارسيا (11 يوليو 1988 في الولايات المتحدة - ) (بالإنجليزية: Ángel García)‏ هو لاعب كرة سلة أمريكي في مركز هجوم قوي الجسم. لعب مع نادي غرناطة لكرة السلة وCB Axarquía ‏.

## وصلات خارجية
- أنخيل غارسيا على موقع الاتحاد الدولي لكرة السلة (الإنجليزية)
- أنخيل غارسيا على موقع كرة السلة الأوروبية.كوم (الإنجليزية)
- أنخيل غارسيا على موقع كلية كرة السلة في سبورتس رفرنس.كوم (الإنجليزية)
- أنخيل غارسيا على موقع ريلجم (الإنجليزية)
- أنخيل غارسيا على موقع بروبوليرز (الإنجليزية)
- أنخيل غارسيا على موقع سبورتس رفرنس (الإنجليزية)